# Скосар Ігор Євгенійович
І́гор Євге́нійович Ско́сар (нар. 9 вересня 1968, м. Батайськ, Ростовська область, Росія) — український політик. Народний депутат України VII скликання.

## Освіта вища
З 1985 до 1990 року — навчання у Дніпропетровському металургійному інституті, спеціальність «інженер-теплотехнік». Військовозобов'язаний, капітан запасу. Попри наявну вищу освіту пише українською з численними помилками.

## Трудова діяльність
Народився в сім'ї військовослужбовця.
Проживає в Україні з 1975 року.
1990–1993 роки — заступник директора комерційного підприємства ТОВ «Луч» в місті Дніпропетровську.
11 січня 1996 — 15 вересня 1997 — директор регіональної дирекції акціонерного товариства закритого типу «Інтергаз».
З 1993 до 1998 року — президент страхової компанії «Лайк–Поліс», що була створена під егідою Дніпропетровського заводу «Південмаш».
У 1998 році переїхав до міста Києва. 1998–2000 роки — почесний президент СП ТОВ «Смачного Bon Apetit» — підприємства, що забезпечує населення міста Києва широким асортиментом хлібобулочних виробів.
З 2000 року по теперішній час — генеральний директор ТОВ «Валентин–АС».

## Громадська діяльність
2002–2006 рік — депутат Київради від 79 виборчого округу Солом'янського району міста Києва.
У 2012 році обраний народним депутатом Верховної ради України від партії Всеукраїнське об'єднання «Батьківщина», № 58 у виборчому списку. Безпартійний.
Член Комітету Верховної Ради України з питань бюджету.
Один із 148 депутатів Верховної ради, які підписали звернення до Сейму Польщі з проханням визнати геноцидом поляків події на Волині 1942–1944 років.
4 квітня 2013 р. вийшов з фракції Всеукраїнського об'єднання «Батьківщина». Разом з Олегом Канівцем оприлюднили маніфест у якому зазначили, що з урахуванням неминучості участі в «політичних корупційних схемах Арсенія Яценюка», вони прийняли «єдино можливе рішення — покинути лави фракції». «Ми стали заручниками маніакального прагнення лідера фракції „Батьківщина“ стати єдиним кандидатом від опозиції на президентських виборах у 2015 році. Яценюк сьогодні намагається керувати партією, не враховуючи думки соратників і реалізуючи тільки власні амбіції»

## Склад сім'ї
Дружина — Скосар Юлія Петрівна, народилась 8 січня 1979 року в Києві.
Виховує двох синів та доньку.